# Syzeuctus annulatus
Syzeuctus annulatus är en stekelart som först beskrevs av Brulle 1846.  Syzeuctus annulatus ingår i släktet Syzeuctus och familjen brokparasitsteklar. Inga underarter finns listade i Catalogue of Life.